# Ergebnisse der Kommunalwahlen in Zwickau
In den folgenden Listen werden die Ergebnisse der Kommunalwahlen in Zwickau aufgelistet. Es werden im ersten Teil die Ergebnisse der Stadtratswahlen ab 1990 angegeben. Im zweiten Teil stehen die Ortschaftsratswahlergebnisse ab 1999.
Es werden nur diejenigen Parteien und Wählergruppen aufgelistet, die bei wenigstens einer Wahl mindestens zwei Prozent der gültigen Stimmen erhalten haben oder aktuell im Stadtrat vertreten sind bzw. zur letzten Wahl antraten. Bei mehrmaligem Überschreiten dieser Grenze werden auch Ergebnisse ab einem Prozent aufgeführt. Das Feld der Partei, die bei der jeweiligen Wahl die meisten Stimmen bzw. Sitze erhalten hat, ist farblich gekennzeichnet.

## Parteien
- AfD: Alternative für Deutschland
- B’90/Grüne: Bündnis 90/Die Grünen → Grüne
- BSW: Bündnis Sahra Wagenknecht
- CDU: Christlich Demokratische Union Deutschlands
  - 1990 als: Christlich-Demokratische Union Deutschlands (DDR)
- DSU: Deutsche Soziale Union
- FDP: Freie Demokratische Partei
- Forum: Neues Forum (NF)
- FS: Freie Sachsen
- Grüne: B’90/Grüne
  - 1990 als Grüne Partei in der DDR (Grüne Partei)
- Linke: Die Linke
  - bis 2004: Partei des Demokratischen Sozialismus (PDS)
- Tier: Partei Mensch Umwelt Tierschutz (amtliche Kurzform: Tierschutzpartei)
- NPD: Nationaldemokratische Partei Deutschlands
- SPD: Sozialdemokratische Partei Deutschlands
  - 1990 als: Sozialdemokratische Partei in der DDR

## Wählergruppen
- 2ZG: Zwickau zusammen gestalten
- AGZ: AG Zwickau – unabhängige Wählervereinigung
- BfZ: Bürger für Zwickau
- FFw: Wählervereinigung „Freiwillige Feuerwehr Schlunzig“
- FW: Freie Wähler Zwickau
- FWO: Freie Wähler Oberrothenbach
- HvS: Wählervereinigung „Heimatverein Schlunzig“
- ZZ: Zukunft Zwickau

## Abkürzung
- Wbt.: Wahlbeteiligung

## Stadtratswahlen

### Stimmenanteile der Parteien in Prozent
| Jahr   | Wbt. | AfD  | CDU  | BSW  | BfZ  | SPD  | Linke | Grüne | FDP     | FS  | 2ZG | FW  | AGZ  | DSU | Forum |
| ------ | ---- | ---- | ---- | ---- | ---- | ---- | ----- | ----- | ------- | --- | --- | --- | ---- | --- | ----- |
| 1990   | 75,1 |      | 45,6 |      |      | 19,2 | 12,1  | 2,9   | 4,9     |     |     |     |      | 4,8 | 7,3   |
| 1994   | 64,6 |      | 33,2 |      |      | 21,9 | 20,5  | 10,7  | 005,001 |     |     | 4,1 |      | 4,5 |       |
| 1999   | 48,2 |      | 39,4 |      |      | 22,1 | 23,9  | 4,4   | 3,3     |     |     | 3,7 |      | 3,0 |       |
| 2004   | 44,0 |      | 28,0 |      |      | 11,3 | 26,1  | 4,3   | 4,6     |     |     | 3,1 | 17,3 | 5,2 |       |
| 120091 | 42,9 |      | 32,3 |      |      | 18,9 | 20,6  | 4,6   | 7,1     |     |     | 5,7 | 4,5  | 2,6 |       |
| 2014   | 41,2 | 8,9  | 33,7 |      | 8,8  | 15,5 | 21,2  | 5,4   | 4,2     |     |     | 2,3 |      |     |       |
| 220192 | 54,9 | 21,9 | 22,0 |      | 10,7 | 10,2 | 14,7  | 6,5   | 5,6     |     |     | 1,2 |      |     |       |
| 2024   | 61,9 | 32,3 | 20,8 | 13,0 | 12,5 | 6,9  | 4,4   | 3,2   | 3,1     | 2,4 | 1,5 |     |      |     |       |

### Sitzverteilung
| Datum der Wahl | Sitze gesamt | Linke Arbeiterparteien | Linke Arbeiterparteien | Linke Arbeiterparteien | Linke Arbeiterparteien | Bürgerliches Lager | Bürgerliches Lager | Bürgerliches Lager | Bürgerliches Lager | Bürgerliches Lager | Bürgerliches Lager | Liste 3 | Liste 3 | Mehrheits- verhältnis |
| Datum der Wahl | Sitze gesamt | SPD                    | USPD                   | KPD                    | KPO                    | DNVP               | DVP                | DDP                | WM3                | WZ3                | BE3                | VRP     | NSDAP   | Mehrheits- verhältnis |
| -------------- | ------------ | ---------------------- | ---------------------- | ---------------------- | ---------------------- | ------------------ | ------------------ | ------------------ | ------------------ | ------------------ | ------------------ | ------- | ------- | --------------------- |
| 27.11.1921     | 36           | 12                     | 4                      | 2                      | —                      | 11                 | 11                 | 7                  | —                  | —                  | —                  | —       | —       | 18:18:0               |
| 12.03.1922     | 36           | 12                     | 4                      | 3                      | —                      | 6                  | 6                  | 5                  | —                  | —                  | —                  | —       | —       | 19:17:0               |
| 13.01.1924     | 49           | 13                     | 1                      | 8                      | —                      | 8                  | 8                  | 6                  | 5                  | —                  | —                  | —       | —       | 22:27:0               |
| 14.11.1926     | 49           | 16                     | —                      | 8                      | —                      | 6                  | 6                  | 4                  | 3                  | 4                  | —                  | 2       | 0       | 24:23:2               |
| 17.11.1929     | 49           | 16                     | —                      | 4                      | 1                      | 5                  | 5                  | 4                  | 4                  | 3                  | —                  | 0       | 7       | 21:21:7               |
| 13.11.1932     | 37           | 10                     | —                      | 7                      | —                      | 3                  | —                  | —                  | —                  | —                  | 4                  | 0       | 13      | 17:7:13               |

| Jahr | Gesamt | AfD | CDU | BSW | BfZ | SPD | Linke | Grüne | FDP | FS | 2ZG | Tier | ZZ | FW | AGZ | NPD | DSU | Sonst |
| ---- | ------ | --- | --- | --- | --- | --- | ----- | ----- | --- | -- | --- | ---- | -- | -- | --- | --- | --- | ----- |
| 1990 | 100    |     | 46  |     |     | 18  | 12    | 7/3   | 5   |    |     |      |    |    |     |     | 5   | 4     |
| 1994 | 48     |     | 16  |     |     | 11  | 10    | 2     | 2   |    |     |      |    | 5  |     |     | 2   |       |
| 1999 | 48     |     | 20  |     |     | 11  | 12    | 2     | 1   |    |     |      |    | 1  |     |     | 1   |       |
| 2004 | 48     |     | 14  |     |     | 5   | 13    | 1     | 2   |    |     |      |    | 2  | 9   |     | 2   |       |
| 2009 | 48     |     | 17  |     |     | 9   | 10    | 2     | 3   |    |     |      |    | 3  | 2   | 1   | 1   |       |
| 2014 | 48     | 4   | 17  |     | 4   | 7   | 11    | 2     | 2   |    |     |      |    | 1  |     |     |     |       |
| 2019 | 48     | 11  | 11  |     | 5   | 5   | 8     | 3     | 3   |    |     | 1    | 1  |    |     |     |     |       |
| 2024 | 48     | 16  | 10  | 6   | 6   | 3   | 2     | 2     | 1   | 1  | 1   |      |    |    |     |     |     |       |

## Ortschaftsratswahlen

### Cainsdorf
Stimmenanteile der Parteien in Prozent
| Jahr | Wbt. | CDU  | AfD  | BfZ  | Linke | AGZ  | FW   | SPD  | Grüne |
| ---- | ---- | ---- | ---- | ---- | ----- | ---- | ---- | ---- | ----- |
| 1999 | 47,6 | 48,9 |      |      | 26,7  |      |      | 19,1 | 5,2   |
| 2004 | 42,4 | 47,1 |      |      | 36,4  |      |      | 16,5 |       |
| 2009 | 38,6 | 36,3 |      |      | 29,9  | 20,8 | 12,9 |      |       |
| 2014 | 42,1 | 56,1 |      |      | 43,9  |      |      |      |       |
| 2019 | 61,6 | 55,4 |      | 25,1 | 19,5  |      |      |      |       |
| 2024 | 72,4 | 46,7 | 30,5 | 15,0 | 7,8   |      |      |      |       |

Sitzverteilung
| Jahr | Gesamt | CDU | AfD | BfZ | Linke | AGZ | FW | SPD |
| ---- | ------ | --- | --- | --- | ----- | --- | -- | --- |
| 1999 | 8      | 5   |     |     | 2     |     |    | 1   |
| 2004 | 6      | 3   |     |     | 2     |     |    | 1   |
| 2009 | 6      | 2   |     |     | 2     | 1   | 1  |     |
| 2014 | 6      | 4   |     |     | 2     |     |    |     |
| 2019 | 5      | 3   |     | 1   | 1     |     |    |     |
| 2024 | 6      | 3   | 2   | 1   |       |     |    |     |

### Crossen
Stimmenanteile der Parteien in Prozent
| Jahr | Wbt. | CDU  | Grüne | Linke | SPD  | FW  | FDP  |
| ---- | ---- | ---- | ----- | ----- | ---- | --- | ---- |
| 1999 | 50,5 | 80,9 |       |       |      |     | 19,1 |
| 2004 | 42,5 | 74,3 |       |       | 25,7 |     |      |
| 2009 | 43,3 | 72,9 |       |       | 17,4 | 9,7 |      |
| 2014 | 49,0 | 88,5 | 11,5  |       |      |     |      |
| 2019 | 62,6 | 82,3 |       | 17,7  |      |     |      |
| 2024 | 70,3 | 91,2 | 8,8   |       |      |     |      |

Sitzverteilung
| Jahr | Gesamt | CDU | Linke | SPD | FDP |
| ---- | ------ | --- | ----- | --- | --- |
| 1999 | 8      | 7   |       |     | 1   |
| 2004 | 6      | 5   |       | 1   |     |
| 2009 | 6      | 5   |       | 1   |     |
| 2014 | 6      | 6   |       |     |     |
| 2019 | 6      | 5   | 1     |     |     |
| 2024 | 6      | 5   | 1     |     |     |

### Mosel
Stimmenanteile der Parteien in Prozent
| Jahr | Wbt. | BfZ  | AfD  | CDU  | FDP  | Linke | FW   | SPD  |
| ---- | ---- | ---- | ---- | ---- | ---- | ----- | ---- | ---- |
| 1999 | 47,3 |      |      | 68,3 |      | 18,2  |      | 13,4 |
| 2004 | 42,0 |      |      | 67,8 |      | 32,2  |      |      |
| 2009 | 39,1 |      |      | 59,6 |      | 20,1  | 20,3 |      |
| 2014 | 42,6 |      |      | 59,3 | 16,4 | 24,3  |      |      |
| 2019 | 42,6 | 42,9 |      | 57,1 |      |       |      |      |
| 2024 | 69,7 | 51,5 | 24,2 | 13,8 | 10,4 |       |      |      |

Sitzverteilung
| Jahr | Gesamt | BfZ | AfD | CDU | FDP | Linke | FW | SPD |
| ---- | ------ | --- | --- | --- | --- | ----- | -- | --- |
| 1999 | 8      |     |     | 6   |     | 1     |    | 1   |
| 2004 | 6      |     |     | 4   |     | 2     |    |     |
| 2009 | 6      |     |     | 4   |     | 1     | 1  |     |
| 2014 | 6      |     |     | 4   | 1   | 1     |    |     |
| 2019 | 5      | 2   |     | 3   |     |       |    |     |
| 2024 | 6      | 3   | 1   | 1   | 1   |       |    |     |

### Oberrothenbach
Stimmenanteile der Parteien in Prozent
| Jahr | Wbt. | FWO   | BfZ  |
| ---- | ---- | ----- | ---- |
| 1999 | 54,8 | 99,8  |      |
| 2004 | 47,8 | 100,0 |      |
| 2009 | 44,0 | 99,6  |      |
| 2014 | 50,8 | 99,4  |      |
| 2019 | 69,2 | 99,5  |      |
| 2024 | 74,8 | 84,6  | 15,4 |

Sitzverteilung
| Jahr | Gesamt | FWO | BfZ |
| ---- | ------ | --- | --- |
| 1999 | 6      | 6   |     |
| 2004 | 4      | 4   |     |
| 2009 | 4      | 4   |     |
| 2014 | 4      | 4   |     |
| 2019 | 4      | 4   |     |
| 2024 | 4      | 3   | 1   |

### Rottmannsdorf
Stimmenanteile der Parteien in Prozent
| Jahr | Wbt. | BfZ  | CDU  | AGZ  | FW   | SPD  |
| ---- | ---- | ---- | ---- | ---- | ---- | ---- |
| 1999 | 67,2 |      |      |      | 58,4 | 41,6 |
| 2004 | 63,4 |      |      |      | 91,8 | 8,2  |
| 2009 | 57,2 |      |      | 99,1 |      |      |
| 2014 | 63,2 |      | 99,8 |      |      |      |
| 2019 | 72,5 | 38,9 | 61,1 |      |      |      |
| 2024 | 81,6 | 98,9 |      |      |      |      |

Sitzverteilung
| Jahr | Gesamt | BfZ | CDU | AGZ | FW | SPD |
| ---- | ------ | --- | --- | --- | -- | --- |
| 1999 | 6      |     |     |     | 4  | 2   |
| 2004 | 4      |     |     |     | 4  |     |
| 2009 | 4      |     |     | 4   |    |     |
| 2014 | 4      |     | 4   |     |    |     |
| 2019 | 4      | 1   | 3   |     |    |     |
| 2024 | 4      | 4   |     |     |    |     |

### Schlunzig
Stimmenanteile der Parteien in Prozent
| Jahr | Wbt. | FFw  | HvS  | FDP | SPD | CDU  |
| ---- | ---- | ---- | ---- | --- | --- | ---- |
| 1999 | 71,4 | 77,7 |      |     |     | 22,3 |
| 2004 | 54,5 | 90,5 |      |     | 9,5 |      |
| 2009 | 46,1 | 99,3 |      |     |     |      |
| 2014 | 50,6 | 99,2 |      |     |     |      |
| 2019 | 74,4 | 99,6 |      |     |     |      |
| 2024 | 79,0 | 54,6 | 43,6 | 1,8 |     |      |

Sitzverteilung
| Jahr | Gesamt | FFw | HvS | CDU |
| ---- | ------ | --- | --- | --- |
| 1999 | 6      | 5   |     | 1   |
| 2004 | 4      | 4   |     |     |
| 2009 | 4      | 4   |     |     |
| 2014 | 4      | 4   |     |     |
| 2019 | 4      | 4   |     |     |
| 2024 | 4      | 3   | 1   |     |